# Курдалагон
Курдалагон (осет. Куырдалæгон) — в осетинском нартском эпосе небесный кузнец, изготовляющий военные доспехи.

## Мифология
Курдалагон сковал для нартов плуг. Находясь в хороших отношениях с нартами, он чинит повреждённые в военных сражениях черепа нартов, подковывает нартских коней. В своей небесной кузнице Курдалагон, использовав уголь из убитых зальских змей, закалил нартов Сослана и Батрадза. Он любит принимать у себя на небе именитых нартов и сам участвует в знаменитых нартских застольях. В отличие от известных нартов, друживших с Курдалагоном, персонифицированное Колесо Балсага заставило его закалить себя. К Курдалагону обращались в случае смерти нарта для подковки его лошади, чтобы умерший мог благополучно путешествовать по стране мёртвых.

«Кузнец Курдалагон, горн которого находится на небе, — друг Нартов: он приходит к ним в гости и, подобно дельцу, заботящемуся о своём деле, принимает от них заказы. … на нём, прежде всего, лежит своеобразная обязанность раскалять добела героев с металлическим телом и затем погружать их для закалки в воды моря или в иную, более диковинную жидкость» 

В осетинской мифологии считается, что Курдалагон может обрушить свой гнев на тех, кто не выделяет доли с общественных пиршеств для кузнецов, а также на тех, кто не произносит тоста в его честь.

## Этимология
В. И. Абаев сравнивает Курдалагона с древнеримским богом-кузнецом Вулканом, аналогом древнегреческого Гефеста. Имя он интерпретирует как композит *Kurd-Alæ-Wærgon «кузнец аланский Wærgon», а имя *Wærgon, нигде больше не встречающееся, выводит из гипотетического *wærg «волк». К тому же индоевропейскому корню, по его мнению, восходит и теоним лат. Volcānus.
Ж. Дюмезиль отвергает гипотезу Абаева, поскольку имя Курдалагона, по его мнению, делится иным образом: *kurd-Alaeg-on «кузнец из рода Алагата».

## Источник
- Дзадзиев А. Б., Этнография и мифология осетин, Владикавказ, 1994, стр. 81, ISBN 5-7534-0537-1
- Дзиццойты Ю. А. К этимологии теонима «Куырдалæгон». // Nartamongæ. — 2013. — Vol. X, № 1,2. — С. 223—233.
- Ж. Дюмезиль, Осетинский эпос и мифология, Владикавказ, изд. Наука, 2001.
- Mysykkaty B. В поисках кузнеца-волка. // Nartamongæ. — 2018. — Vol. XIII, № 1,2. — С. 188—214.